# Guillem Morell (Bildhauer)

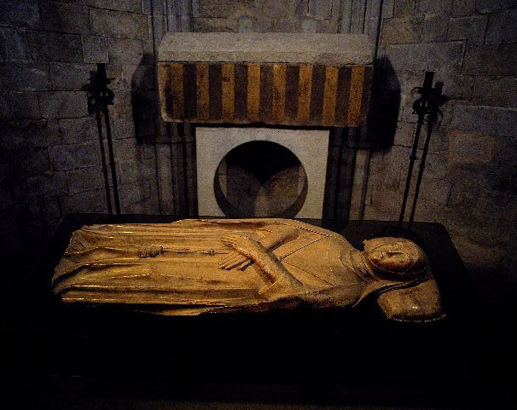
Grabmal von Ermessenda von Carcassonne in der Kathedrale von Girona des Bildhauers Guillem Morell

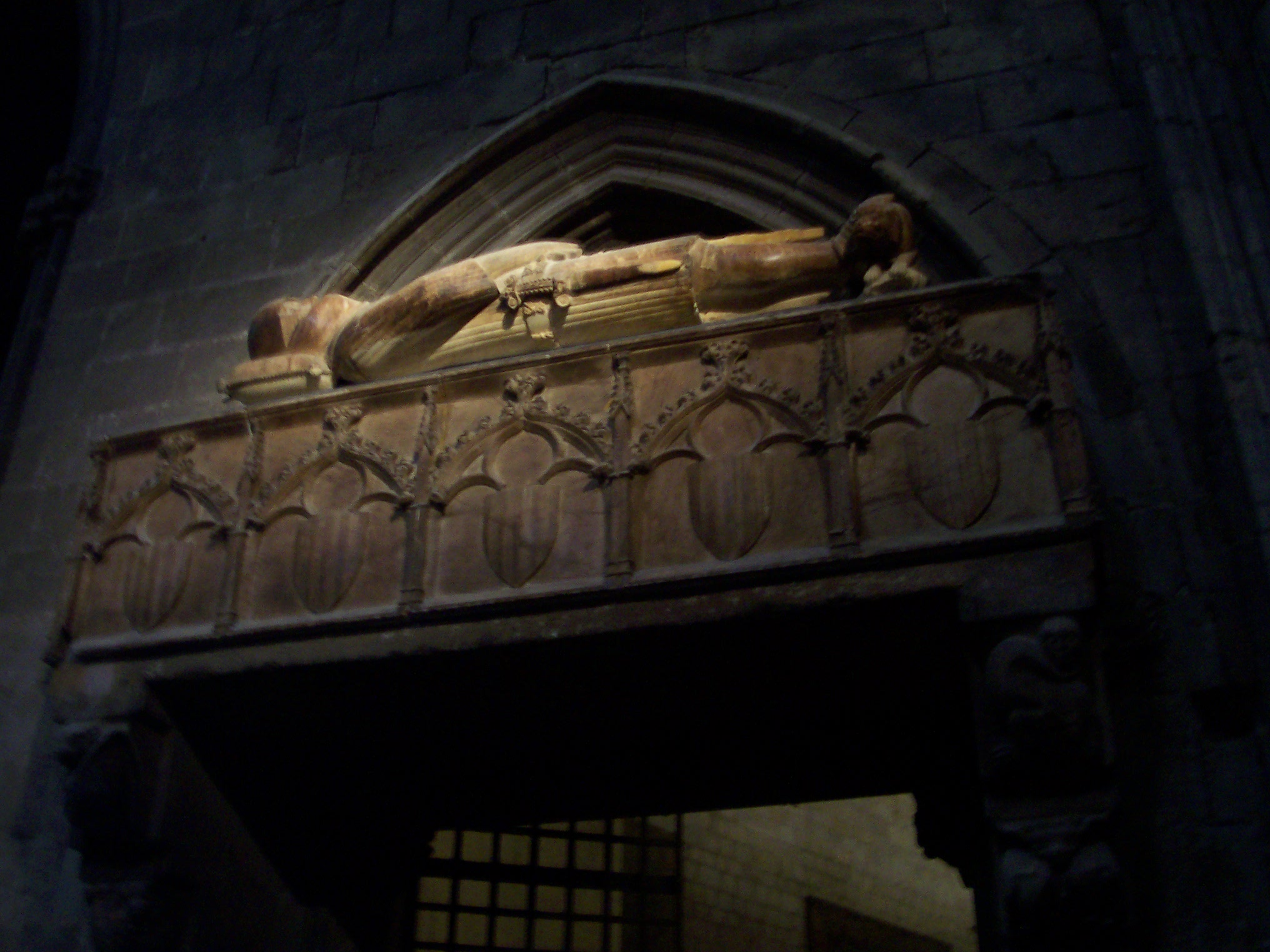
Grabmal von Ramon Berenguer II. in der Kathedrale von Girona des Bildhauers Guillem Morell

Guillem Morell (auch Guillem Morei und latinisiert Guillelmus Morey, * 14. Jahrhundert in Mallorca; † nach 1396 in Girona) war ein katalanischer Bildhauer der Gotik, der durch seine Arbeiten in und an der Kathedrale von Girona bekannt wurde.

## Leben und Werk
Guillem Morell arbeitete ab 1375 am Seitenportal, dem sogenannten Apostelportal, der Kathedrale von Girona. Erst 1394 wurde er zum Hauptbaumeister an der Kathedrale ernannt. 1383 fertigte er in der Kathedrale einen Bronzeengel. 1385 fertigte er auf einen Auftrag von Pere el Cerimoniós (Peter der Feierliche, Peter IV. Von Aragon), dem König von Aragon, die Särge des Grafen Ramon Berenguer II. und der Gräfin Mafalda Pulla-Calàbria ebenfalls für die Kathedrale von Girona. Die beiden letztgenannten Werke, die in großer Höhe platziert sind, zeichnen sich trotz ihres archaischen Stils durch überaus sorgfältige und stilisierte Bearbeitung und durch eine hohe technische Perfektion in der Verarbeitung aus. Nach dem Tode seines Bruders Pere bat das Domkapitel der Kathedrale von Mallorca das Kapitel von Girona um Freistellung von Guillem Morell, damit er die Arbeiten seines Bruders am Portal del Mirador in Mallorca zu Ende führen konnte. Nach letzten bekannten Aufzeichnungen lebte Guillem Morell ab 1396 wieder in Girona.